# کریستوس یاناراس
کریستوس یاناراس (به یونانی: Χρήστος Γιανναράς; آتن، ۱۰ آوریل ۱۹۳۵ – کیتیرا، ۲۴ اوت ۲۰۲۴) استاد فلسفه و نویسنده معاصر یونانی است.

## زندگی‌نامه
کریستوس یاناراس در ۱۰ آوریل ۱۹۳۵ در آتن متولد شد. او در دومین دبیرستان پسرانه آتن تحصیل کرد و همکلاسی‌هایش شامل لفترس پاپادوپولوس، تئودور آنجلوپولوس و آلکوس فاسیانوس بودند.
او الهیات را در دانشگاه آتن و فلسفه را در دانشگاه بن و دانشگاه پاریس (سوربن) خواند. وی دکترای فلسفه خود را از دانشکده علوم انسانی دانشگاه سوربن و دانشکده الهیات دانشگاه ارسطو تسالونیکی دریافت کرد. همچنین، او دارای دکترای افتخاری از دانشگاه بلگراد، حوزه علمیه ارتدوکس سنت ولادیمیر در نیویورک، دانشگاه ملی و کاپودیسترین آتن و دانشکده صلیب مقدس در بوستون بود. او سردبیر مجله «سینوُرو» (مرز) بود که از سال ۱۹۶۴ تا ۱۹۶۷ دوازده شماره از آن منتشر شد.
از سال ۱۹۸۲ تا ۲۰۰۲، او استاد تمام فلسفه در دانشگاه پانتئون علوم سیاسی و اجتماعی آتن بود، ابتدا در بخش واحد آن زمان یعنی علوم سیاسی و مطالعات بین‌الملل و سپس در بخش مطالعات بین‌الملل و اروپایی. او به تدریس اصطلاحات و روش‌های فلسفی، فلسفه سیاسی و دیپلماسی فرهنگی پرداخت. همچنین، به عنوان استاد مهمان در دانشگاه‌های پاریس، ژنو، لوزان و کرت تدریس کرده بود.
او آثار نوشتاری پرباری داشت که موضوعات آن‌ها به بررسی تفاوت‌های بین فلسفه یونانی و اروپای غربی و سنت مسیحی ارتدوکس می‌پرداخت. کتاب او «آزادی اخلاق» هسته اصلی چیزی را که بعدها «نئواورتودوکس» نامیده شد، تعریف می‌کند و از آن به عنوان «مه ۱۹۶۸ در الهیات و اخلاق ارتدوکس» یاد می‌شود. بسیاری از آثار او حداقل به ۱۰ زبان اروپایی ترجمه شده‌اند.
کریستوس یاناراس بورسیه بنیاد "الکساندر فون هومبولت اشتیفتونگ" آلمان بود. او همچنین عضو منتخب انجمن نویسندگان یونان و آکادمی بین‌المللی علوم انسانی (بروکسل) بود. او برای سال‌ها با مقالات منظم خود در روزنامه‌ها (قبلاً به مدت ۱۳ سال در "تو ویماً و از سال ۱۹۹۳ در "کاتی‌مرینی") و همچنین با حضور در برنامه‌های تلویزیونی، در امور جاری اجتماعی و سیاسی دخالت می‌کرد.
او با تاتیانا یوانو-یاناراس (۱۹۳۸–۲۰۰۸)، مردم‌شناس و قوم‌شناس، ازدواج کرد و صاحب دو پسر شد که اولین آن‌ها نویسنده اسپیروس یاناراس است.
کریستوس یاناراس در ویدیوی «بلاغت-تپه پنیکس» که در سال ۲۰۱۷ توسط هنرمند فرانسوی یوسف تبتی کارگردانی شد، حضور دارد. در طول ۴۰ دقیقه، یاناراس دیدگاه‌های خود را دربارهٔ آزادی بیان و دموکراسی، آن‌گونه که در آتن باستان تجربه شده و امروز می‌شناسیم، به اشتراک می‌گذارد.
او در ۲۴ اوت ۲۰۲۴، در سن ۸۹ سالگی، در خانه تابستانی خود در کیتیرا درگذشت. مراسم تشییع جنازه او در ۲۹ اوت در کلیسای سنت ایرنه در خیابان آیولو برگزار شد و در اولین گورستان آتن به خاک سپرده شد.

## خلاصه گزاره فلسفی
ساده‌ترین شیوه معرفی آثار یاناراس، دسته‌بندی مطالعات اصلی او بر اساس شاخه‌های فلسفه است که عمدتاً به آن‌ها می‌پردازد:
- هستی‌شناسی/متافیزیک: ("شخص و اروس"، "هستی‌شناسی رابطه"، "پیشنهادهایی برای هستی‌شناسی انتقادی")
- معرفت‌شناسی/نظریه دانش: ("هایدگر و آریوپاژیت"، "گفتنی و ناگفتنی")
- فلسفه اخلاق: ("آزادی اخلاق")
- فلسفه علم: ("متافیزیک پسامدرن")
- فلسفه دین: ("علیه دین")
- فلسفه سیاسی و اجتماعی: ("عقل سلیم و عمل اجتماعی")

و غیره.
سهم او به مطالعه تاریخ یونان مدرن ("ارتدوکس و غرب در یونان مدرن")، مطالعات مقدماتی در تاریخ فلسفه ("طرحی برای مقدمه‌ای بر فلسفه") و موارد دیگر نیز گسترش می‌یابد. با این حال، خود یاناراس در "خودزندگی‌نامه فلسفی" خود با عنوان "شش نقاشی فلسفی" رویکرد مناسب‌تری را ارائه می‌دهد.
اهمیت آپوفاتیسم (نفی‌گرایی) برای یاناراس به درک آثار او کمک می‌کند. یاناراس در آپوفاتیسم چیزی بسیار گسترده‌تر از via negativa (راه نفی) می‌دید: نظریه معرفتی کل فرهنگ یونانی از هراکلیتوس (با گزاره "هر آنچه در آن شریک باشیم، حقیقت است؛ هر آنچه به آن اختصاص دهیم، دروغ است") تا گرگوری پالاماس. او یک رویکرد معرفتی را مشاهده کرد که آن را به عنوان انکار همذات‌پنداری درک دلالت‌ها با شناخت مدلول‌ها، و انکار فرسودگی دانش در بیان آن، خلاصه می‌کند.
این معرفت‌شناسی آپوفاتیک، احتمال وجود راستین را به حوزه روابط میان دگرسانی‌ها ارجاع می‌دهد؛ روابطی که «دیگر» دگرسانی‌ها را آشکار می‌سازند، و نه به سطح فردی. به عقیده یاناراس، مناسب‌ترین واژه برای اراده-به-رابطه، نه به عنوان ویژگی سوژه، بلکه به عنوان شیوه وجود، «اروس» (عشق) بر اساس زبان یونانی، بر اساس نوشته‌های افلاطونی و آریوپاگیتی و ماکسیموس اعتراف‌کننده است.
واژه "اروس" اولین از دو مفهوم ثابت هستی‌شناسی شخصیت‌محور را که یاناراس پیشنهاد می‌کند، نشان می‌دهد و مفهوم دوم "شخص" است. محتوایی که نوشته‌های آریوپاگیتی به واژه "اروس" می‌دهند، یعنی خود-فراروی و خروج از "من"، مورد پیروی قرار می‌گیرد. سوژه نمی‌تواند "اروس" را تحقق بخشد وقتی به عنوان یک فرد تعریف می‌شود، یعنی به عنوان یک واحد تمایزنایافته از یک مجموعه هم‌جنس که صرفاً قابلیت برش-تقسیم-تکه‌تکه شدن بیشتر را ندارد. سوژه تنها می‌تواند "اروس" را به عنوان "شخص" تحقق بخشد، کلمه‌ای با محتوای معنایی کاملاً خاص. کلمه "شخص" از پیشوند "pros" (به سوی) و اسم "ops" (چهره، دید) تشکیل شده است تا کلمه مرکب "prosopon" (شخص) چیزی را توصیف کند که نگاهش به سوی کسی یا چیزی است، تا وجود-در-مقابل را توصیف کند، وجود به عنوان ارجاع و رابطه؛ یعنی، کسی یا چیزی تنها به-سوی وجود داشته باشد، تنها با ارجاع وجود خود، خارج شدن از هم‌جنسی طبیعی، تنها با مشارکت در روابط. "شخص" از همان قرون اولیه مسیحیت با "هیپوستاسیس" (جوهر)، یعنی وجود حقیقی، یکی دانسته شد. در مورد استفاده از این اصطلاحات به عنوان مقولات هستی‌شناختی و انسان‌شناختی عام، کریستوس یاناراس اشاره می‌کند که این واقعیت که همذات‌پنداری اصطلاحات "هیپوستاسیس" و "شخص" در ابتدا برای روشن‌سازی منطقی ارجاعات تجربه کلیسایی استفاده شد، کاربرد این همذات‌پنداری را در حوزه انسان‌شناسی محدود نمی‌کند، به شرطی که معیارهای حیاتی برآورده شوند.
با مختصات شخص، اروس و دگرسانی، یک «هستی‌شناسی رابطه» ساخته می‌شود: یاناراس مشاهده می‌کند که دگرسانی همواره به صورت نسبی، در-قبال-دیگری تحقق می‌یابد و شناخته می‌شود: این یک رویداد و تجربه رابطه است. در این چارچوب، او از «هستی‌شناسی رابطه» صحبت می‌کند.
به گفته یاناراس، رابطه هرگز ایستا یا داده‌شده نیست، بلکه یک رویداد پویا است که دائماً به دست می‌آید یا از دست می‌رود، چیزی که از طریق مشاهدات تجربی اثبات می‌شود. از این رو، با توجه به ماهیت آپوفاتیک معرفت‌شناسی که گزاره‌های تفسیری هستی‌شناختی موجود و واقعی بر آن استوارند و تحت بررسی و ابطال انتقادی هستند، هستی‌شناسی رابطه نمی‌تواند جز یک «هستی‌شناسی انتقادی» باشد. یاناراس «هستی‌شناسی انتقادی» را به عنوان یک گزاره هستی‌شناختی تعریف می‌کند که دائماً تحت تأیید یا ابطال تجربی از تجربه مشترک و در دسترس همگان قرار دارد.
در آثار کریستوس یاناراس، توجه ویژه‌ای به برجسته‌سازی اهمیت فلسفی تمایز جوهر-اعمال، یعنی کنش‌ها/افعال و رابطه آن‌ها با تحقق جوهری جوهر، می‌شود. یاناراس برجسته‌سازی آن‌ها را واقعاً اساسی می‌داند: او اشاره می‌کند که هستی‌شناسی که از تمایز طبیعت و هیپوستاسیس از اعمال طبیعت که به صورت جوهری بیان می‌شوند، امتناع ورزد، خود را به نقص واقع‌گرایی محکوم می‌کند، زیرا خود را در جدایی و خودمختاری «نوئین» (درک) از «هستی» به دام می‌اندازد. برای یاناراس، اعمال، دگرسانی شخص را در کنش‌هایش آشکار می‌کنند، با زمینه برجسته هنر.

## تأثیرات
تأثیرات بر تفکر فلسفی و الهیاتی یاناراس می‌تواند شامل عارفان بیزانسی، ماکسیموس اعتراف‌کننده، گرگوری پالاماس و ادبیات رهبانی، یوحنا دمشقی (به عقیده یاناراس "بزرگترین ارسطوگرا در تاریخ")، آتاناسیوس پاریوس (که یاناراس او را بیان اصیل ارتدوکس مردمی غیر بیگانه می‌دانست)، جنبه‌هایی از امپریسم (نظریه‌ای که معتقد است حواس و تجربه به حقیقت منجر می‌شوند، در حالی که تفکر و برداشت متافیزیکی آن را منحرف می‌کنند) همان‌طور که در اعتقاد یاناراس منعکس شده است که "حقیقت یک چیز داده شده نیست، بلکه چگونگی عمل است… … نظم زندگی است… … با مشارکت در عقل مشترک که الهی نیز هست، زیرا عقل زندگی است" (خ. یاناراس، مداخلات انتقادی، ۱۹۸۳، ص ۸۷)، برخی جنبه‌های جنبش فکری اسلاووفیل و ضد غربی روسیه (از طریق فیودور داستایفسکی و الکساندر سولژنیتسین)، و همچنین آثار و تفکر مارتین هایدگر، به ویژه در کتاب یاناراس هایدگر و آریوپاژیت (دودونی، ۱۹۶۷) باشد.

## دیدگاه‌ها
در ژانویه ۲۰۱۲، او در مقاله‌ای در روزنامه کاتی‌مرینی، ارتش یونان، رهبران قوه قضائیه، رئیس‌جمهور، رئیس آکادمی آتن، برخی از رؤسای دانشگاه‌ها، برخی از دیپلمات‌ها و دانشمندانی را مورد انتقاد قرار داد که برای تغییر شرایط اجتماعی، که به گفته او، صندوق بین‌المللی پول و اتحادیه اروپا به کشور تحمیل کرده بودند، واکنشی نشان نمی‌دهند، بلکه "جامعه یونان در برابر این جنایت لال است، با حسگرهای خودحفاظتی و خوددفاعی کاملاً مرده، بدون کوچکترین آگاهی از 'کجا ایستاده و به کجا می‌رود'..." در ژانویه ۲۰۱۹ و چند روز قبل از رای‌گیری پارلمان یونان دربارهٔ توافقنامه پرسپا، او به وضوح دیدگاه‌های خود را با مقاله "تمام سرعت به سوی فاجعه" در همان روزنامه بیان کرد.

### مقالات و یادداشت‌ها
- امتیاز ناامیدی، گریگوری (چاپ دوم) ۱۹۸۳
- فصولی از الهیات سیاسی، گریگوری (چاپ سوم) ۱۹۸۳
- پایان یونان: گمانه‌زنی مرثیه‌وار، دوموس، ۱۹۸۷
- هویت نوین یونانی، گریگوری (چاپ چهارم) ۲۰۰۱
- مداخلات انتقادی، دوموس (چاپ چهارم) ۱۹۹۳
- خلأ در سیاست جاری، کاستانیوتی (چاپ دوم) ۱۹۹۲
- فجایع مقدماتی یونان، کاستانیوتی، ۱۹۹۲
- کشوری دست‌نشانده بازی، کاستانیوتی، ۱۹۹۴
- خودکشی‌های بی‌فکرانه، کاستانیوتی، ۱۹۹۴
- دایره باطل گردابی، کاستانیوتی، ۱۹۹۴
- سیاست به شیوه یونانی، ایکاروس، ۱۹۹۶
- مقاومت در برابر از خودبیگانگی، ایکاروس، ۱۹۹۷
- ردیابی معنا، لیوانی، ۱۹۹۸
- زوال به عنوان چالش، لیوانی، ۱۹۹۹
- تناقضات جشن‌ها، آکریتاس، ۱۹۹۹
- آمادگی یونان برای یکپارچگی اروپا، لیوانی، ۲۰۰۰
- چپ به عنوان راست - راست به عنوان پانتومیم، پاتاکی (چاپ دوم) ۲۰۰۱
- شجاعان کوچک - دستورالعمل استفاده، پاتاکی، ۲۰۰۳
- حکومت حزبی، پاتاکی (چاپ سوم) ۲۰۰۴
- منطق با عشق آغاز می‌شود، ایکاروس، ۲۰۰۴
- سیاست جامعه‌محور: معیارها، استیا، ۲۰۰۵
- فرهنگ، مسئله اصلی سیاست، کاکتوس (چاپ دوم) ۲۰۰۵
- پیامدهای یونانی‌زدایی، کاکتوس (چاپ دوم) ۲۰۰۵
- بحران نبوت، دوموس (چاپ سوم) ۲۰۰۶
- ناامیدی مبارزاتی، کتابفروشی استیا ۲۰۰۷
- ستایش رای تنبیهی، یانوس ۲۰۰۷
- فروپاشی نظام سیاسی در یونان امروز، یانوس ۲۰۰۸
- خواسته سیاسی در یونان امروز، یانوس، ۲۰۰۹
- پرورش سرانه، یانوس، ۲۰۱۰
- باروری سیاسی خشم، یانوس ۲۰۱۱
- ویرانی به عنوان فرصت، یانوس ۲۰۱۲
- مشکل ما سیاسی است نه اقتصادی، یانوس، ۲۰۱۳
- یونانیت به عنوان کیفیت و به عنوان شرم، یانوس، ۲۰۱۴
- پایان یونان، یانوس ۲۰۱۴
- جایی برای روش ناآشنا، یانوس، ۲۰۱۵
- حقیقت را رو در رو، یانوس، ۲۰۱۶
- کرامت باید شورش کند، یانوس، ۲۰۱۷
- مدرنیزاسیون یونان‌محور، یانوس، ۲۰۱۸

### آثار ترجمه شده

#### به انگلیسی
- گفتنی و ناگفتنی: مرزهای زبانی رئالیسم متافیزیکی، انتشارات دانشگاه وینچستر (وینچستر، ۲۰۲۲)
- علیه دین: از خود بیگانگی رویداد کلیسایی، انتشارات H.C. (بروکلاین، ماساچوست)، ۲۰۱۳
- معمای شر، انتشارات H.C. (بروکلاین، ماساچوست)، ۲۰۱۲
- هستی‌شناسی رابطه‌ای، انتشارات H.C. (بروکلاین، ماساچوست)، ۲۰۱۱
- معنای واقعیت: مقالاتی دربارهٔ وجود و آیین عشای ربانی، اروس و تاریخ، انتشارات سباستین (لس‌آنجلس)، ۲۰۱۱
- شخص و اروس، انتشارات H.C. (بروکلاین، ماساچوست)، ۲۰۰۸
- ارتدوکس و غرب، انتشارات H.C. (بروکلاین، ماساچوست)، ۲۰۰۶
- تغییراتی بر سرود غزل غزل‌ها، انتشارات H.C. (بروکلاین، ماساچوست)، ۲۰۰۵
- متافیزیک پسامدرن، انتشارات H.C. (بروکلاین، ماساچوست)، ۲۰۰۴
- دربارهٔ غیبت و ناشناختگی خداوند: هایدگر و آریوپاژیت، لندن (کنتینیوم، ۲۰۰۵)
- عناصر ایمان، ادینبورگ (T&T کلارک)، ۱۹۹۱
- آزادی اخلاق، نیویورک (SVP)، ۱۹۸۴

#### به فرانسوی
- تغییراتی بر سرود غزل غزل‌ها، پاریس (دسله ده بروور)، ۱۹۹۲
- فلسفه بدون گسست، ژنو (لابور ات فیدس)، ۱۹۸۶
- دربارهٔ غیبت و ناشناختگی خداوند، پاریس (سرف)، ۱۹۷۱
- ایمان زنده کلیسا، پاریس (سرف)، ۱۹۸۹
- اخلاق آزادی، ژنو (لابور ات فیدس)، ۱۹۸۴
- حقیقت و وحدت کلیسا، گرز-دواسو (انتشارات آکسیوس)، ۱۹۸۹

#### به آلمانی
- شخص و اروس، گوتینگن (فاندنهوک و روپشت)، ۱۹۸۲

#### به ایتالیایی
- نادانی و معرفت خدا، میلان (جاکا بوک)، ۱۹۷۳
- هایدگر و دیونیسیوس آریوپاگیت، رم (چیتا نووا ادیتریچه)، ۱۹۹۳
- تغییراتی بر سرود غزل غزل‌ها، میلان (نووا استامپا)، ۱۹۹۲
- ایمان تجربه کلیسایی، برشیا (کوئرینیانا)، ۱۹۹۳
- آزادی اخلاق، بولونیا (دهونیانه)، ۱۹۸۴
- حقیقت و وحدت کلیسا، میلان (نووا استامپا)

#### به رومانیایی
- هایدگر و آریوپاژیت، بخارست (انتشارات آناستازیا)
- شخص و اروس، بخارست (انتشارات آناستازیا)
- الفبای ایمان، بخارست (انتشارات بیزانتا)
- آزادی اخلاق، بخارست (انتشارات آناستازیا)
- گرسنگی و تشنگی، بخارست (انتشارات آناستازیا)

#### به روسی
- حقیقت و وحدت کلیسا، مسکو (SVYATO-FILARETOVSKIY) ۲۰۰۶
- هایدگر و آریوپاژیت، مسکو (ROSSPEN) ۲۰۰۵
- شخص و اروس، مسکو (ROSSPEN) ۲۰۰۵
- تغییراتی بر سرود غزل غزل‌ها، مسکو (ROSSPEN) ۲۰۰۵
- ایمان کلیسا، مسکو ۱۹۹۲

#### به صربی
- فلسفه از زاویه‌ای نو، بلگراد (MIROTOCIVOG)
- هایدگر و دیونیسیوس آریوپاژیت، بلگراد (MIROTOCIVOG)
- الفبای ایمان، نووی ساد (بسدا)
- متافیزیک بدن، نووی ساد (بسدا)
- حقیقت و وحدت کلیسا، نووی ساد (بسدا)
- شخص و اروس، نووی ساد (بسدا)

#### به اسلوونیایی
- هایدگر و آریوپاژیت یا دربارهٔ غیبت و شناخت‌پذیری خداوند، (نووا رؤیا)، ۱۹۹۱

#### به اوکراینی
- آزادی اخلاق، کیف (دوخ ای لیترا) ۲۰۰۳
- فلسفه ناگسستنی، کیف (اُسنُوی)
- تغییراتی بر سرود غزل غزل‌ها، کیف (دوخ ای لیترا)

#### به بلغاری
- بحران به مثابه چالش، صوفیه (لیک)، ۲۰۰۲

#### به فنلاندی
- گرسنگی و تشنگی، (یوئنسو) ۱۹۹۱